# Championnats du monde de karaté 2002
Navigation
Édition précédente Édition suivante
Les championnats du monde de karaté 2002 ont eu lieu à Madrid, en Espagne, en 2002. Il s'agissait de la seizième édition des championnats du monde de karaté senior. Au total, 751 karatékas provenant de 84 pays du monde ont participé aux dix-sept épreuves au programme.

## Résultats

### Épreuves individuelles

#### Kata
| Rang | Pays      | Karatéka          |
| ---- | --------- | ----------------- |
| 1    | Japon     | Takashi Katada    |
| 2    | Égypte    | K. Abd Elhamid    |
| 3    | Venezuela | Antonio José Díaz |

| Rang | Pays      | Karatéka          |
| ---- | --------- | ----------------- |
| 1    | Japon     | Atsuko Wakai      |
| 2    | France    | Myriam Szkudlarek |
| 3    | Slovaquie | Marcela Remiasová |
| 3    | Venezuela | Yohana Sánchez    |

#### Kumite

##### Kumitemasculin
| Rang | Pays        | Karatéka         |
| ---- | ----------- | ---------------- |
| 1    | Bénin       | Damien Dovy      |
| 2    | France      | Cécil Boulesnane |
| 3    | Royaume-Uni | Paul Newby       |
| 3    | Iran        | Hossein Rouhani  |

| Rang | Pays       | Karatéka       |
| ---- | ---------- | -------------- |
| 1    | États-Unis | George Kotaka  |
| 2    | Allemagne  | Lazar Boskovic |
| 3    | Iran       | Mehdi Amozadeh |
| 3    | Italie     | Andrea Calzola |

| Rang | Pays    | Karatéka              |
| ---- | ------- | --------------------- |
| 1    | Italie  | Giuseppe di Domenico  |
| 2    | Croatie | Gustaff Lefevre       |
| 3    | France  | Messaoud Hammou       |
| 3    | Espagne | Oscar Vázquez Martins |

| Rang | Pays      | Karatéka             |
| ---- | --------- | -------------------- |
| 1    | Espagne   | Iván Leal Reglero    |
| 2    | Iran      | Jasem Modamivishkaei |
| 3    | Allemagne | Koeksal Cakir        |
| 3    | Turquie   | Ismail Hakki Sen     |

| Rang | Pays        | Karatéka         |
| ---- | ----------- | ---------------- |
| 1    | France      | Yann Baillon     |
| 2    | Pays-Bas    | Daniël Sabanovic |
| 3    | Turquie     | Zeynel Celik     |
| 3    | Yougoslavie | Milos Zivkovic   |

| Rang | Pays        | Karatéka           |
| ---- | ----------- | ------------------ |
| 1    | Royaume-Uni | Leon Walters       |
| 2    | Russie      | Aleksandr Guerunov |
| 3    | France      | Seydina Balde      |
| 3    | Tchéquie    | Jan Tuček          |

| Rang | Pays        | Karatéka                  |
| ---- | ----------- | ------------------------- |
| 1    | Yougoslavie | Predrag Stojadinov        |
| 2    | Autriche    | Daniel Devigili           |
| 3    | Slovaquie   | Klaudio Farmadin          |
| 3    | Grèce       | Konstantinos Papadopoulos |

##### Kumiteféminin
| Rang | Pays      | Karatéka       |
| ---- | --------- | -------------- |
| 1    | Allemagne | Kora Knuehmann |
| 2    | Italie    | Michela Nanni  |
| 3    | Roumanie  | S. Anghel      |
| 3    | France    | Nadia Mecheri  |

| Rang | Pays      | Karatéka            |
| ---- | --------- | ------------------- |
| 1    | France    | Nathalie Leroy      |
| 2    | Tunisie   | Ibtissem Hannachi   |
| 3    | Japon     | Yuuko Takahashi     |
| 3    | Allemagne | Alexandra Witteborn |

| Rang | Pays       | Karatéka         |
| ---- | ---------- | ---------------- |
| 1    | États-Unis | Elisa Au         |
| 2    | Hongrie    | Zsuzsanna Klima  |
| 3    | France     | Laurence Fischer |
| 3    | Brésil     | Lucelia Ribeiro  |

| Rang | Pays        | Karatéka            |
| ---- | ----------- | ------------------- |
| 1    | Yougoslavie | Snežana Perić       |
| 2    | Luxembourg  | Tessy Scholtes      |
| 3    | Italie      | Roberta Minet       |
| 3    | Malaisie    | Premila Supramaniam |

### Épreuve par équipes

#### Kata
| Rang | Pays    |
| ---- | ------- |
| 1    | Japon   |
| 2    | Espagne |
| 3    | Croatie |
| 3    | Italie  |

| Rang | Pays    | Karatékas                  |
| ---- | ------- | -------------------------- |
| 1    | France  | Lætitia Guesnel, notamment |
| 2    | Japon   |                            |
| 3    | Italie  |                            |
| 3    | Espagne |                            |

#### Kumite
| Rang | Pays        | Karatékas                     |
| ---- | ----------- | ----------------------------- |
| 1    | Espagne     | Davíd Santana Vega, notamment |
| 2    | Royaume-Uni |                               |
| 3    | -           | -                             |
| 3    | Iran        |                               |

| Rang | Pays        |
| ---- | ----------- |
| 1    | Espagne     |
| 2    | France      |
| 3    | Royaume-Uni |
| 3    | Turquie     |

## Tableau des médailles
Au total, 67 médailles ont été attribuées à 26 pays différents, et neuf remportent au moins une médaille d'or. La France termine en tête du tableau des médailles tandis que le pays hôte finit deuxième avec sept médailles.
| Tableau des médailles |             |    |        |        |       |
| Rang                  | Pays        | Or | Argent | Bronze | Total |
| 1                     | France      | 3  | 3      | 4      | 10    |
| 2                     | Espagne     | 3  | 2      | 2      | 7     |
| 3                     | Japon       | 3  | 1      | 1      | 5     |
| 4                     | Yougoslavie | 2  | 0      | 1      | 3     |
| 5                     | États-Unis  | 2  | 0      | 0      | 2     |
| 6                     | Italie      | 1  | 1      | 4      | 6     |
| 7                     | Allemagne   | 1  | 1      | 2      | 4     |
| 7                     | Royaume-Uni | 1  | 1      | 2      | 4     |
| 9                     | Bénin       | 1  | 0      | 0      | 1     |
| 10                    | Iran        | 0  | 1      | 3      | 4     |
| 11                    | Croatie     | 0  | 1      | 1      | 2     |
| 12                    | Autriche    | 0  | 1      | 0      | 1     |
| 12                    | Hongrie     | 0  | 1      | 0      | 1     |
| 12                    | Luxembourg  | 0  | 1      | 0      | 1     |
| 12                    | Pays-Bas    | 0  | 1      | 0      | 1     |
| 12                    | Russie      | 0  | 1      | 0      | 1     |
| 12                    | Tunisie     | 0  | 1      | 0      | 1     |
| 18                    | Turquie     | 0  | 0      | 3      | 3     |
| 19                    | Slovaquie   | 0  | 0      | 2      | 2     |
| 19                    | Venezuela   | 0  | 0      | 2      | 2     |
| 21                    | Brésil      | 0  | 0      | 1      | 1     |
| 21                    | Égypte      | 0  | 0      | 1      | 1     |
| 21                    | Grèce       | 0  | 0      | 1      | 1     |
| 21                    | Malaisie    | 0  | 0      | 1      | 1     |
| 21                    | Tchéquie    | 0  | 0      | 1      | 1     |
| 21                    | Roumanie    | 0  | 0      | 1      | 1     |